# Lee Chang-ho
Lee Chang-ho (Jeonju, Corea del Sur, 29 de julio de 1975) es un jugador profesional 9-dan de go surcoreano. Es considerado por muchos como uno de los más importantes jugadores de go de la era moderna, así como uno de los más grandes de todos los tiempos. Fue el único estudiante de Cho Hunhyun 9-dan. Es el único jugador que ha ganado todos los 8 torneos internacionales al menos una vez.

## Biografía
Se convirtió en profesional en 1986, a la edad de 11 años. A principio de los 90 empezó a ganar los títulos que su maestro, Cho, ya había ganado. En 1992 ganó su primer título internacional, la tercera copa Tong Yang Cup. En cuanto a títulos como profesional, ningún otro jugador está cerca de su récord. Ha ganado todos los títulos internacionales al menos una vez, excluyendo World Oza y la copa Ing, las cuales se juegan cada dos y cuatro años, respectivamente. Es el segundo jugador en ganar el "Grand Slam", siendo el primero su maestro Cho Hunhyun. En 2006, Lee ganó el título Wangwi por undécimo año consecutivo.

## Estilo de juego
"Budha de Piedra" es uno de los muchos sobrenombres de Lee. Deriva del hecho de que siempre mantiene una cara neutra, nunca sonriendo o haciendo muecas. Su sobrenombre refleja también su estilo de juego. Su habilidad de lectura en el tablero es una de las mejores del mundo, quizás la mejor de la historia. No suele atacar mucho y nunca juega un "Go salvaje". Frecuentemente gana sus partidas haciendo que sus oponentes piensen que están ganando, solo para luego gradualmente ganarles en los últimos tramos del juego. Rara vez mata largos grupos o realiza un simple movimiento que decide la partida. Su habilidad en el final del juego es una de las más fuertes de la historia del Go.

## El discípulo supera al Maestro
El primer maestro que Lee tuvo dijo que siempre trataba de jugar brillantemente. Sin embargo, las cosas cambiaron cuando Lee se volvió un estudiante de Cho Hunhyun. Cho no pensaba que el talento de Lee fuera del más alto nivel, pues nunca podía re-crear una partida que jugaba contra Cho. Lee se quedó corto en cuanto a las expectativas de Cho. De todas formas, aunque Lee no poseía la sabiduría de un genio del Go convencional, su profunda lectura del juego y su habilidad para el estudio estaban en un nivel muy superior. Lee paró sus intentos de jugar brillantemente y empezó a jugar movidas más "normales". A veces juega con sus adversarios al jugar una jugada normal que le servirá para poder leer movimiento antes de ser jugados, en cambio de realizar una movida brillante de la cual no podría prever los resultados. Se ha dicho que el estilo de Lee en los primeros años de su carrera era así sólo para vencer a su maestro. No era tan efectivo ante otros jugadores fuertes como lo era con su maestro. Por esta razón era subestimado mucho por otros jugadores, tales como Cho Chikun. Su estilo de juego sería luego efectivo con cualquiera. En vez de adoptar el estilo de su maestro, basado en una naturalidad brillante y un pensamiento rápido, eligió un cálculo magnífico y una lectura profunda. A muchos aún no les impresiona el estilo de Lee, pues parece muy simple.

## Actualidad
A lo largo de los años, el estilo de juego de Lee se ha ido cayendo. Incluso Cho Chikun ha dicho que Lee Sedol eventualmente pasaría Chang-ho puesto que el estilo de Lee no es una garantía ante la nueva generación de jugadores. Antes estos jugadores Lee ha tenido que abandonar su viejo estilo e improvisar. Cuando le preguntaron si la era de Lee estaba acabada, su maestro Cho Hunyun simplemente respondió "No". Continuó diciendo que Lee Sedol es solo alguien que encaja con la descripción de un rival para Chang-ho. También dijo que ambos iban a luchar muchas veces y que en los años venideros la niebla se asentaría, dejando a sólo uno en la cima.
Luego de perder la décima Copa Samsung ante Luo Xihe, Lee volvió y se hizo con la nueva Copa Sibdan, ante Park Young-Hoon. Fue un ajuste de cuentas ante Park, quien había vencido a Lee en la primera Copa Prince. Lee también ganó la 49 edición del título más viejo de Corea, el Guksu. Inusualmente para él, Lee perdió tres veces en 2006 representando a Corea en torneos internacionales. Primero en la Copa Nongshim, luego en la reciente creada Copa Kangwon-Land, y finalmente en la Copa Asian TV. Esto fue un cambio para Lee, considerando que ha ganado 17 torneos internacionales en los pasados 14 años. En la final del match 11 de la Copa Samsung, Lee perdió 0-2 ante Chang Hao de China. Este fue el segundo año seguido que Lee perdió la Copa Samsung.

## Vida personal
Lee se casó con la exjugadora amateur de Go Lee Do-yoon el 28 de octubre de 2010.

## En el cine
En marzo de 2025 se estrenó una película, The Match, que narra la relación, primero de maestro y discípulo y después de rivales, entre Cho Hun-hyun y Lee Chang-ho. El primero está interpretado por Lee Byung-hun y el segundo por Yoo Ah-in.

## Títulos y finales
Está #2 en el ranking de más títulos ganados en Corea del Sur, y #1 en títulos internacionales.
| Domestico                   | Domestico                                                      | Domestico                                    |
| Títulos                     | Victorias                                                      | Finalista                                    |
| --------------------------- | -------------------------------------------------------------- | -------------------------------------------- |
| Guksu                       | 10 (1990, 1993–1997, 2001, 2002, 2005, 2009)                   | 7 (1989, 1991, 1992, 1998, 2003, 2004, 2006) |
| Myungin                     | 13 (1991–1996, 1998–2003, 2009)                                | 2 (1990, 1997)                               |
| Copa Sibdan                 | 2 (2005, 2007)                                                 | 1 (2009)                                     |
| Copa GS Caltex Cup          | 6 (1997, 1998, 2001, 2003-2005)                                |                                              |
| Copa Prices Information Cup |                                                                | 3 (2005, 2009, 2010)                         |
| Chunwon                     | 3 (1997–1999)                                                  |                                              |
| Copa KBS Cup                | 11 (1988, 1991, 1994, 1998, 2001, 2002, 2004, 2005, 2007–2009) | 5 (1995–1997, 1999, 2000)                    |
| Kisung                      | 11 (1993–2003)                                                 | 1 (2004)                                     |
| Copa Electron-Land          | 3 (2005, 2006, 2008)                                           | 1 (2007)                                     |
| Wangwi                      | 14 (1990, 1995–2007)                                           | 2 (1991, 1993)                               |
| Copa BC Card                | 5 (1991–1994, 1996)                                            | 1 (1995)                                     |
| Chaegowi                    | 8 (1989–1991, 1993–1997)                                       | 2 (1988, 1992)                               |
| Daewang                     | 6 (1990–1992, 1995–1997)                                       | 1 (1993)                                     |
| Baccus Cup                  | 3 (1990–1992)                                                  |                                              |
| Taewang                     | 4 (1991–1993, 1997)                                            |                                              |
| Paewang                     | 4 (1993, 1994, 2001, 2002)                                     | 3 (1988, 1995, 2003)                         |
| Kiwang                      | 2 (1993, 1994)                                                 | 1 (1995)                                     |
| Gukgi                       | 4 (1993–1996)                                                  |                                              |
| Copa Paedal                 | 4 (1993–1995, 1997)                                            | 2 (1996, 1998)                               |
| Baedalwang                  | 4 (1993-1995, 1997)                                            | 1 (1998)                                     |
| Total                       | 117                                                            | 33                                           |
| Continental                 |                                                                |                                              |
| World Meijin                |                                                                | 1 (2010)                                     |
| China-Corea Tengen          | 4 (1997–2000)                                                  |                                              |
| Copa Teda Cup               | 1 (2004)                                                       |                                              |
| Total                       | 5                                                              | 1                                            |
| Internacional               |                                                                |                                              |
| Copa Ing Cup                | 1 (2000)                                                       | 1 (2008)                                     |
| Copa LG Cup (Go)            | 4 (1997, 1999, 2001, 2004)                                     | 3 (2003, 2010, 2012)                         |
| Copa Samsung                | 3 (1997–1999)                                                  | 2 (2005, 2006)                               |
| Copa Chunlan                | 2 (2003, 2005)                                                 | 2 (1999, 2009)                               |
| Copa Fujitsu                | 2 (1996, 1998)                                                 | 3 (2007–2009)                                |
| Copa Asian TV               | 3 (1995, 1996, 2002)                                           | 4 (1990, 1999, 2000, 2006)                   |
| World Oza                   | 1 (2002)                                                       |                                              |
| Copa Tong Yang              | 4 (1992, 1993, 1996, 1998)                                     |                                              |
| Copa Zhonghuan              | 1 (2007)                                                       |                                              |
| Total                       | 21                                                             | 15                                           |
| Total carrera               |                                                                |                                              |
| Total                       | 143                                                            | 49                                           |